# 性依存症
性依存症（せいいぞんしょう、英: sexual addiction）は、性的な行動に対する依存症（嗜癖）のひとつ。主に性行為（性交渉）への依存が多いため、セックス依存症もしくはセックス中毒とも称される。

## 概要
頻繁に「セックス依存症」という呼称が用いられることもあるが、依存する対象は実際に相手のある性交渉だけでなく、自慰行為への過度な耽溺、強迫的な売買春、乱交、露出や覗き行為、性的ないたずら電話、インターネットのアダルトチャットなど、全ての性的な活動が考えられる。ポルノグラフィ（児童ポルノを含む）が依存の対象となる場合はポルノ依存症と呼ばれる。
性依存症の可能性がある兆候としては、性行為に対する強迫観念、性行為への過度な時間の消費や没頭、性行為への衝動の羞恥心や不安感、性行為への衝動にともなう希死念慮、過度のマスターベーション、自分や他人に害を及ぼす可能性がある性行為の実行、パートナーとの信頼を損なう他者への性行為（不倫）、ストーカー行為、性暴力、児童虐待などの特徴が挙げられる。
単に性欲が強いからといって性依存症ということにはならず、性依存症は通常、自分や他者に苦痛を引き起こすものである。男性に多く見られるが、性別や性的指向を問わず、すべての人が性依存症になる可能性がある。
ただし、そもそも性（性行為）に依存性は科学的に確認されないという指摘もあり、性依存症に関する研究はまだ進んでいない。そのため、過度の性的衝動を依存症と見なすべきかは議論の余地がある。
2016年、米国性教育者・カウンセラー・セラピスト協会（AASECT）は、「セックス依存症やポルノ依存症を精神疾患として分類するのに十分な実証的証拠は見つかっていない」という声明をだしている。

## 精神医学における診断基準
国連のWHOが定めている精神疾患に関する分類『疾病及び関連保健問題の国際統計分類』において、「ICD-11」では、いわゆる依存または嗜癖に関係した症群である「物質使用症」また「嗜癖行動症群」の中に、アルコール、大麻、ニコチン、ギャンブル、ゲームと並んで、性依存症という診断名は存在しない。
「ICD-11」では「衝動制御症群」の下位に「強迫的性行動症」という診断名がある。これは反復的性行動を生じる強烈な反復的性衝動の持続性パターンであり、6カ月以上など長期間にわたって現れ、反復的性行動を行うことが生活の中心的関心となってしまい有害な結果を引き起こしているという主な診断基準がある。思春期によくみられる強い性的関心および性行動や、薬による影響でもたらされる行動などでは診断されない。
ただし、強迫的性行動症は性依存症を置き換えるものではなく、むしろ大幅に異なる診断上の枠組みであるため、混同はできない。それでも強迫的性行動症の当事者の中には、自分の性行動について宗教的または道徳的な観点から自分自身を「セックス依存症」などと卑下してしまう場合もある。

## 原因
性依存症の原因は完全に解明されていない。既存の研究では、気分障害（うつ病や双極性障害など）、不安障害、人格障害、衝動制御障害など、他の精神疾患と関連していることが示唆されている。ある研究では、性依存症に苦しむ人の72%が気分障害も抱えており、38%が不安障害を抱えていることが明らかになっている。他には、トラウマ、薬物乱用、認知症、薬剤の副作用なども原因として指摘されている。

## 治療
治療としては、性行為への衝動をコントロールするために薬物治療や認知行動療法などが実施されている。
その他の依存症と同じく、性依存症にも患者による自助グループが存在する。アルコホーリクス・アノニマス (AA) に範をとった匿名の自助グループ (SAやSCA) が存在する。欧米では州ごとに多数存在すると見られる。日本国内でも首都圏から始まり、小規模ではあるが自助グループが全国に広がりつつある。女性だけの自助グループも存在する。定期的に集まるなどして個々に回復へ向けた活動を続けている。
自助グループに参加するための条件は、性の問題を抱えている当事者ということだけである。匿名性を守るためニックネーム（アノニマス・ネーム）での参加となり、プロフィールや素性を明かす必要もない。また、守秘義務が重視されており、自助グループ内の発言や内容が外部に出ることもない。

## 著名人
性依存症であること、または過去に性依存症の治療を受けたことを公表している著名人には、アメリカ合衆国元大統領のビル・クリントンのほか、米国俳優のエディ・マーフィやマイケル・ダグラスやロブ・ロウ、ビリー・ボブ・ソーントン、チャーリー・シーン、デビッド・ドゥカブニーなどがいる。
2009年11月下旬には米国の有名プロゴルファーであるタイガー・ウッズの不倫スキャンダルが発覚、後に彼自身が性依存症であることが判明し「性依存症」という言葉が一気に広まった。

## 性依存症を題材とした作品

### 映画
- セックス依存症の私！ 2003年・韓国
- セックス依存症の女たち (Naked and Sexual) 2004年・アメリカ
- 恋愛依存症 (Come Early Morning) 2006年・アメリカ
- ブラック・スネーク・モーン (Black Snake Moan) 2006年・アメリカ
- セックス・クラブ (Choke) 2008年・アメリカ
- セックス依存症だった私へ (Borderline) 2008年・カナダ
- セックス依存症の私 (Diario De Una Ninfomania) 2008年・スペイン
- セックス依存症の容疑者たち (Lies) 2009年・アメリカ
- 愛しのカノジョはセックス中毒!? (Group Sex) 2010年・アメリカ
- SHAME -シェイム-2011年・イギリス
- 恋人はセックス依存症 (Thanks for Sharing) 2012年・アメリカ
- ニンフォマニアック (Nymphomaniac) 2013年・デンマーク・ドイツ・フランス・ベルギー・イギリス

### ドラマ
- サイコドクター 第4話「愛されたいだけ…セックス依存症の女」 2002年・日本
- 雨が降ると君は優しい 2017年・日本

### 漫画
- 津島隆太『セックス依存症になりました。』2018年・日本 - セックス依存症と診断された著者が、その経験を元に描いた漫画。病院での治療や自助グループについても描かれているが、漫画の内容はあくまでもフィクションである。